# Оренбургское (Хабаровский край)
Оренбу́ргское — село в Бикинском районе Хабаровского края в составе Оренбургского сельского поселения. Основано несколькими казачьими семьями родственников, прибывших в эти края с очередной волной переселения из центральной области Российской империи — области Оренбургского казачьего войска. Одна из фамилий основателей — братья Позевалкины. Сын одного из них — Николай Михайлович Позевалкин, герой Советского Союза, артиллерист, его фамилия высечена на памятной стеле в Хабаровске. По рассказам их внуков, добирались семьи в те глухие тогда места из европейской части России морем на кораблях через Гонконг. Правительство субсидировало переезд, и переселенцы плыли на кораблях со всем скарбом, на подводах (старое название телег), с живностью. Потомки первооснователей живут сейчас в Бикине, в Хабаровске, в Биробиджане и во Владивостоке.

## География
Село Оренбургское стоит на левом берегу реки Бикин, напротив города Бикин.
Дорога к селу Оренбургское отходит от трассы «Уссури» сразу за автомобильным мостом, идёт по левому берегу реки Бикин (вниз по течению).
Расстояние по автодороге до районного центра города Бикин около 15 км, расстояние до Хабаровска около 200 км.

## Население
| 1926 | 1992  | 2002 | 2010 | 2011 | 2012 | 2021 |
| ---- | ----- | ---- | ---- | ---- | ---- | ---- |
| 430  | ↗1000 | ↘935 | ↘754 | ↘752 | ↘741 | ↗772 |

## Образование
- Детский сад № 8[8][9]
- Средняя школа[9]